# Rete ciclabile di giunzioni numerate

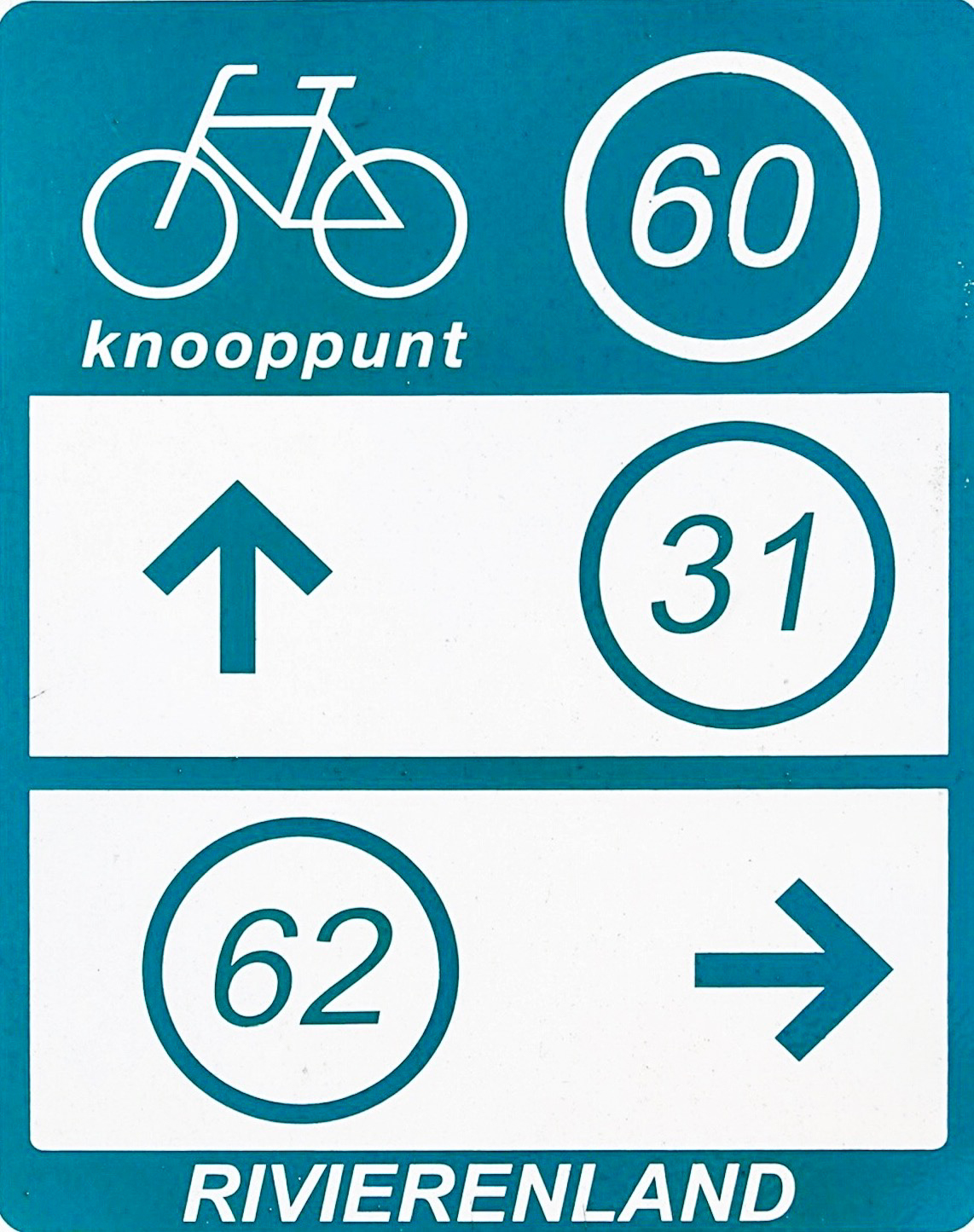
Segnale di un incrocio ciclabile numerato nei Paesi Bassi. Il cartello indica che ci si trova presso l'incrocio n.60 a Rivierenland e indica il percorso da seguire per raggiungere gli incroci n.31 e n.62.

Una rete ciclabile di giunzioni numerate (numbered-node cycle network in inglese, fietsknooppuntennetwerk in olandese, Radeln nach Zahlen in tedesco) è un tipologia di rete ciclabile dotata di speciale segnaletica e molto comune nei Paesi Bassi, Belgio e nelle regioni confinanti con questi paesi in Francia e Germania. Una rete ciclabile di giunzioni numerate è, di solito, costituita da superstrade ciclabili o da percorsi ciclabili di collegamento extraurbano che si intersecano in incroci, ciascuno dei quali viene identificato con un numero per facilitare al ciclista il riconoscimento del percorso corretto. I numeri attribuiti non sono univoci per l'intera rete ciclabile nazionale o regionale ma dato che gli incroci segnalati con lo stesso numero sono molto lontani tra loro, le possibilità di equivoci sono basse.
Grazie a questo sistema il ciclista è in grado di organizzare con semplicità il proprio tragitto a priori, dovendosi solo ricordare una sequenza numerica da seguire per raggiungere la destinazione, invece di ricordarsi i nomi dei luoghi da attraversare ed inoltre può decidere con maggiore facilità il percorso secondo le proprie esigenze perché la segnaletica presente agli incroci permette di pianificare e seguire qualsiasi percorso attraverso la rete, seguendo le indicazioni per l'incrocio successivo. Ciò rende sia il cicloturismo che la mobilità ciclistica ordinaria più flessibili e pratici.
L'idea generale dietro a questo sistema è che le reti ciclabili sono generalmente più distribuite sul territorio rispetto ai percorsi automobilistici, con più incroci e non raccolgono tutti i ciclisti sulle principali piste ciclabili. La rete con segnaletica a incroci numerati, quindi, semplifica gli spostamenti in bicicletta sulle lunghe distanze (rendendo più difficile perdersi) e li velocizza (rendendo superflue le frequenti soste per controllare la mappa). Le aree che si trovano su reti ciclabili di giunzioni numerate sperimentano sostanziali benefici economici, tra cui i ricavi derivanti dall'aumento del cicloturismo.
La rete ciclabile di giunzioni numerate è più flessibile rispetto ai precedenti sistemi di segnaletica, che indicavano solo percorsi lunghi e predeterminati.

## Storia

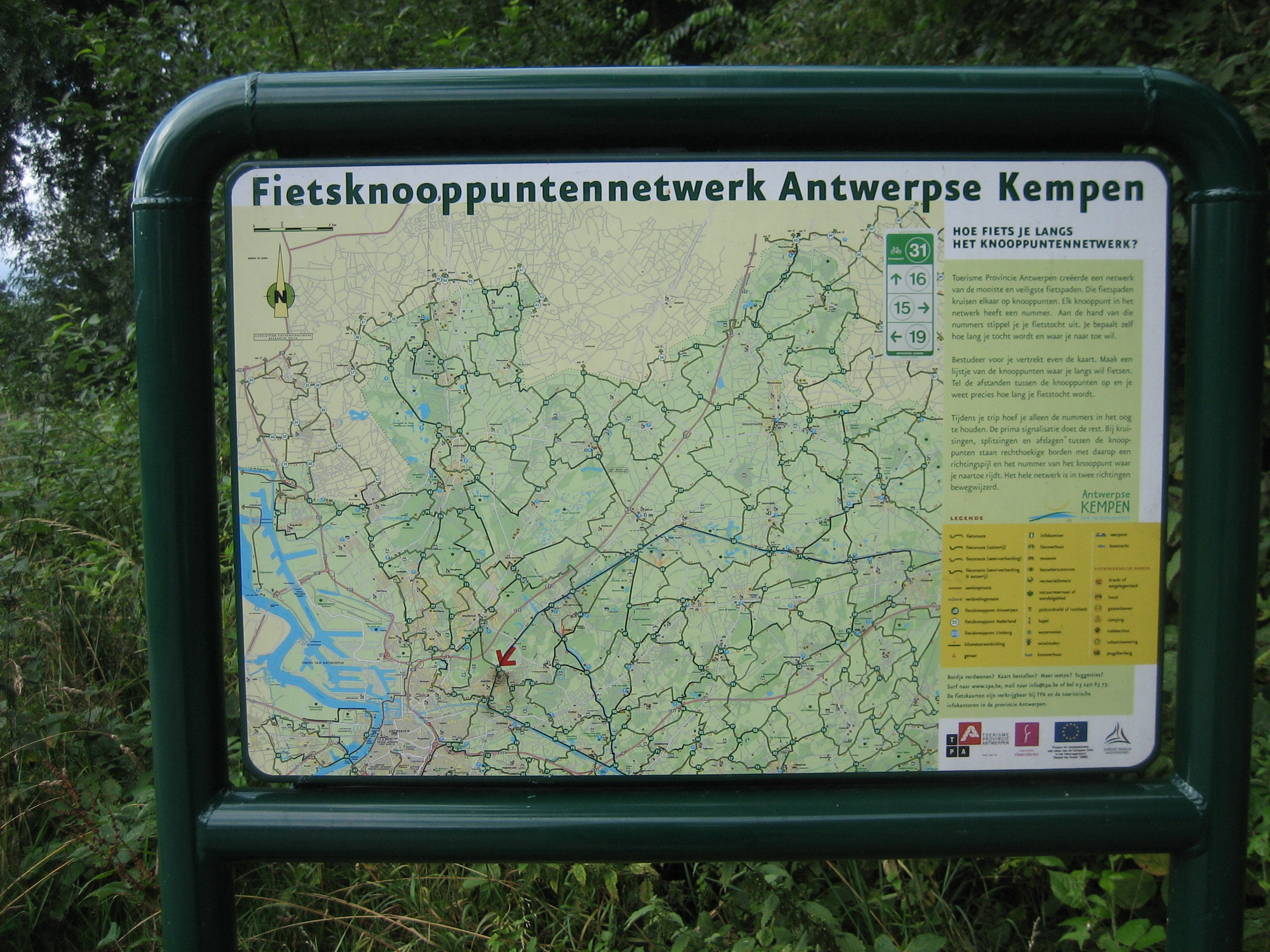
Una mappa presso l'incrocio n.20 (indicato dalla freccia rossa) a Schoten, vicino ad Anversa. Ogni intersezione è segnalata con un numero.

Il sistema fu progettato dal belga Hugo Bollen [nato nel 1946]. Bollen lavorò come ingegnere minerario dal 1971 al 1990, per poi entrare a far parte della Regionalaal Landschap Kempen en Maasland (RLKM). La RLKM non chiese a Bollen di progettare il sistema; si offrì volontario. Nonostante le voci, la numerazione non è ispirata a un sistema di orientamento delle miniere, né alla mappa della metropolitana di Londra. Bollen dichiarò in un'intervista del 2017 che la scelta era stata puramente logica: aveva bisogno di etichettare ogni incrocio; usare i nomi delle città avrebbe causato confusione e non c'erano abbastanza lettere nell'alfabeto, quindi usò i numeri. Voleva che le indicazioni fossero brevi e concise e riteneva importante che la segnaletica non contenesse troppe informazioni. Inizialmente, Tourism Limburg non aveva molta fiducia nel progetto, sostenendo che i cittadini del Limburgo non volessero usare la rete con la nuova segnaletica ma alla fine venne approvato. La prima segnaletica fu installata nel 1995 e da allora la rete è cresciuta rapidamente. RLKM stima che la rete generi annualmente 16,5 milioni di euro di entrate per Kempen nel Maarsland. Bollen si è detto sorpreso dal successo del sistema. al sistema nel 2009 è stato assegnato il premio fiammingo al merito sportivo.

## Diffusione
Il sistema delle reti ciclabili di giunzioni numerate è stato introdotto per la prima volta nei Paesi Bassi nel 1999 e nel 2014 l'intera area olandese faceva parte della rete. Fu introdotto per la prima volta in Germania nel 2001 dove è stato esteso in diverse regioni, anche in prossimità dei confini, nella regione della Ruhr, nel Basso Reno, nel Sauerland e nel Siegerland (a partire da marzo 2021). Il sistema sta sostituendo la segnaletica più tradizionale della rete ciclabile nazionale: lunghi percorsi nominati, ciascuno segnalato individualmente. Nel periodo 2017-2021, i Paesi Bassi hanno ridotto i propri percorsi LF, accorpandone alcuni. I percorsi stessi sono rimasti parte della rete di giunzioni numerate. Anche il Belgio ha ridotto i propri percorsi nominati nel 2012.

## Segnaletica

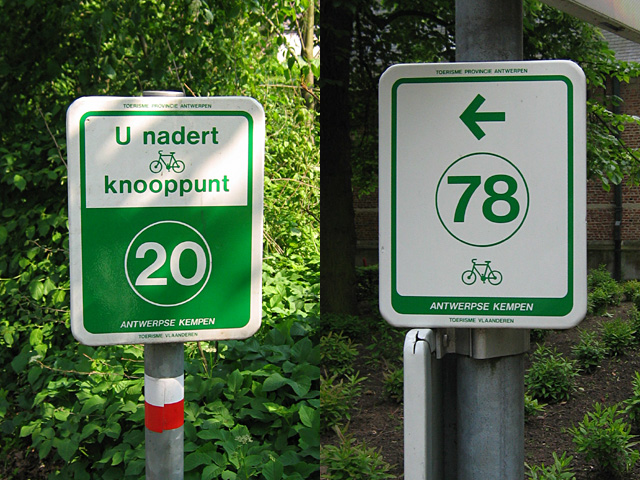
A sinistra segnale di avviso (ti stai avvicinando all'incrocio n.20); a destra segnale di indicazione per l'incrocio 78 nei pressi di Anversa.

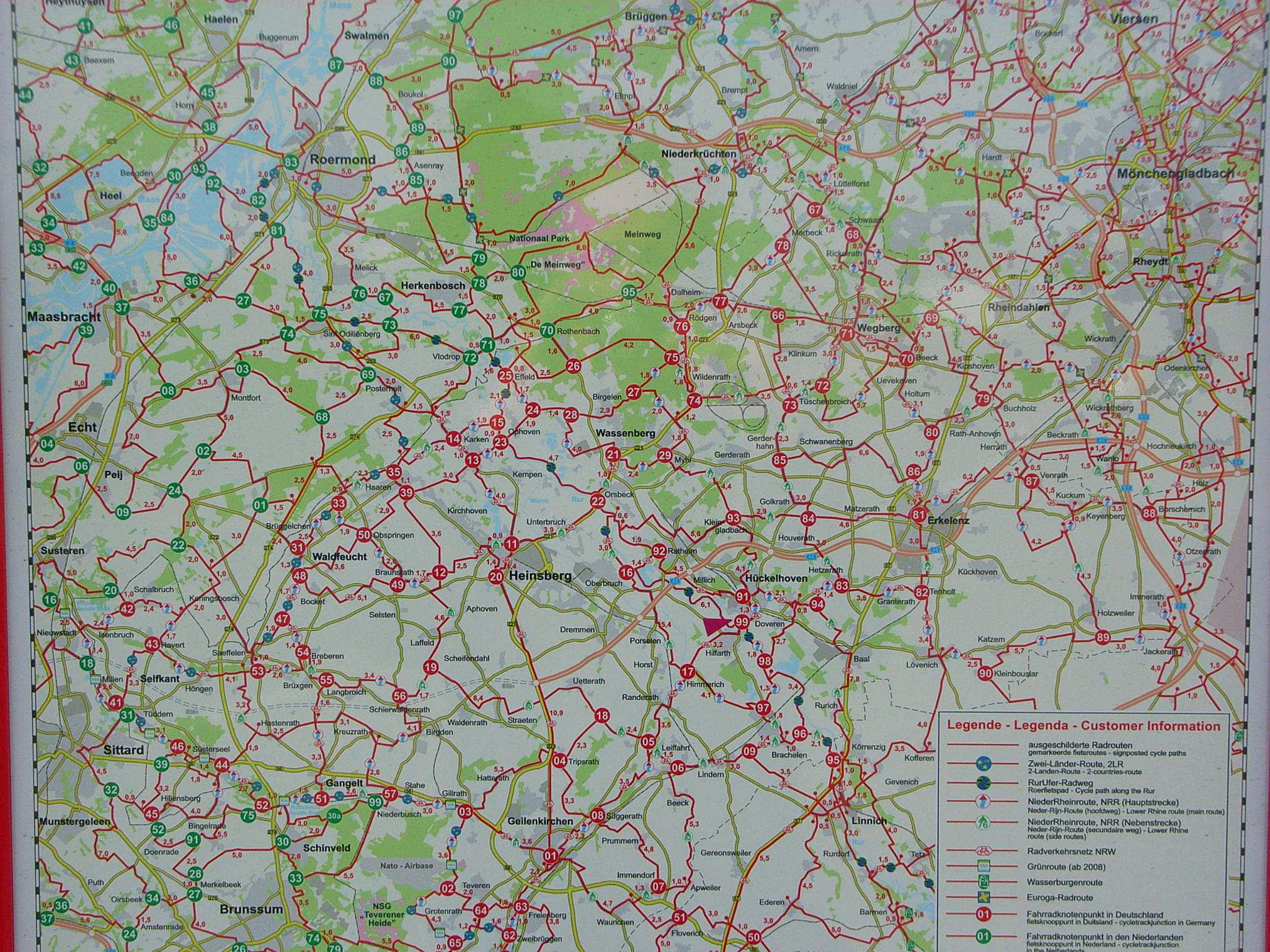
Mappa delle piste ciclabili con segnaletica a incroci numerati presso il confine tra Paesi Bassi e Germania. Le piste dei due paesi sono riconoscibili da i due colori: verde (Paesi Bassi), rosso (Germania).

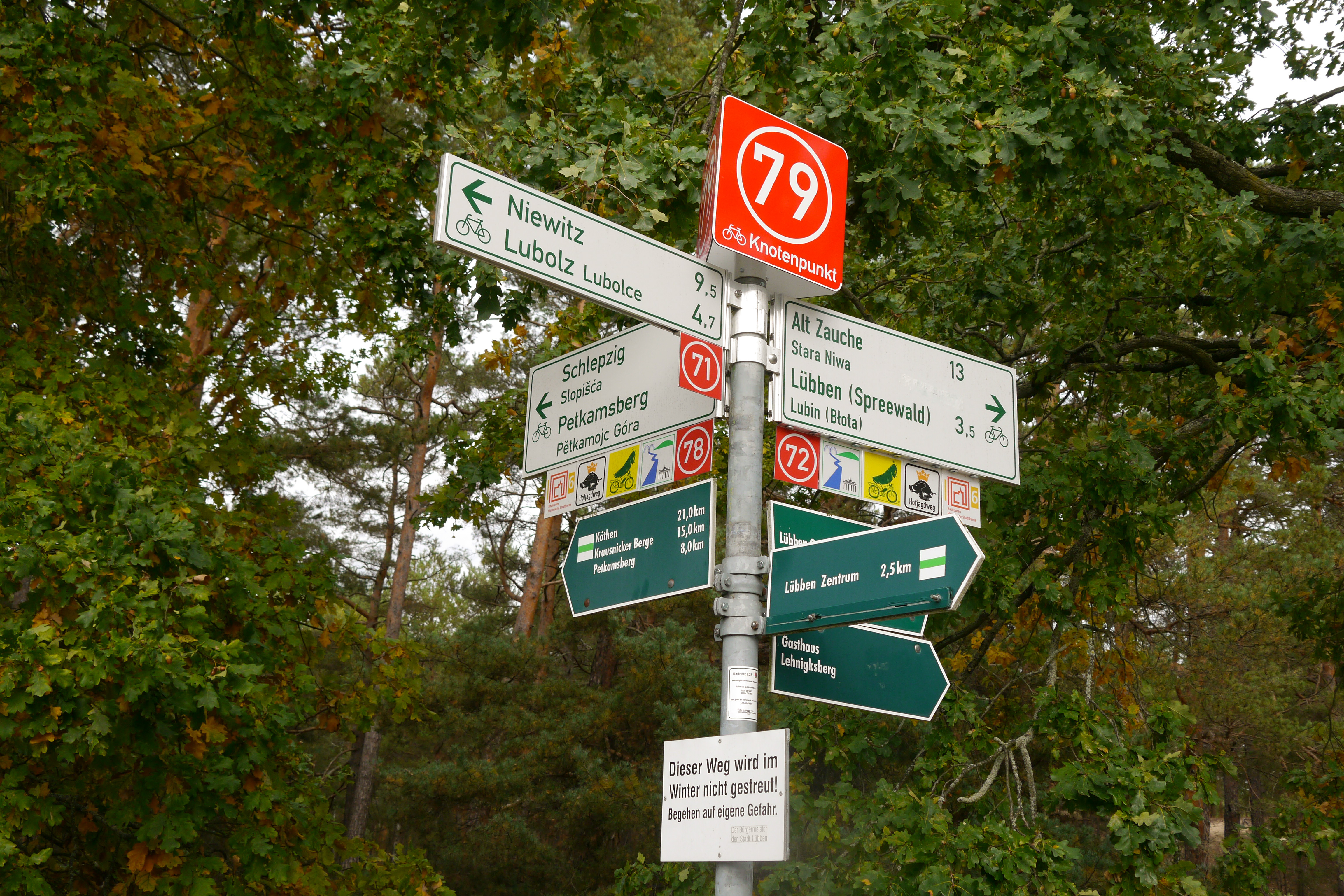
Incrocio numerato tedesco con indicazioni.

La segnaletica stradale varia a seconda del Paese. In corrispondenza degli incroci, i cartelli indicano la direzione verso gli incroci vicini. La segnaletica è bidirezionale. La segnaletica include anche mappe in diverse scale e la segnalazione di distanza tra gli incroci. Nei Paesi Bassi e in Belgio la segnaletica è posizionata all'altezza dello sguardo del ciclista o poco al di sotto, con testo minimo e di grandi dimensioni,in modo che sia leggibile senza doversi fermare. Nei Paesi Bassi, infatti, vige il principio secondo cui i ciclisti non dovrebbero essere rallentati o fermati; una velocità costante è più comoda ed efficiente e riduce i tempi di percorrenza. In Germania, la segnaletica standard è quella verticale. Gli incroci tedeschi sono solitamente contrassegnati da un grande cartello rosso con la scritta "Knotenpunkt"(incrocio), visibile da lontano; appena sotto, le direzioni degli incroci vicini sono indicati nel formato più dettagliato della tradizionale segnaletica pedonale a freccia. La segnaletica tedesca è solitamente bianca su sfondo rosso. La maggior parte degli incroci in Germania presenta mappe stradali all'altezza dello sguardo. Il sistema è stato descritto come ideale per le persone con scarso senso dell'orientamento.